# Big City Greens
Big City Greens é uma série animada de televisão norte-americana de aventura criada pelos irmãos Houghton que estreou no Disney Channel a 18 de junho de 2018. A série tem as vozes de Chris Houghton, Marius Herington, Bob Joles e Artemis Pebdani. A série foi renovada para uma segunda temporada pelo Disney Channel a 17 de maio de 2018.

## Sinopse
Acompanhe a vida de Cricket Green de 10 anos de idade. Um menino travesso e otimista que se muda para a cidade grande com sua família. Tilly, sua irmã mais velha, o pai Bill e a Vovó Alice. A curiosidade natural e o entusiasmo de Cricket levam-no juntamente com a sua família em jornadas épicas e nos corações dos seus novos vizinhos.

## Elenco e Dobragem/Dublagem
| Personagem                | Voz Original      | Dobragem           | Dublagem         |
| Principais                | Principais        | Principais         | Principais       |
| ------------------------- | ----------------- | ------------------ | ---------------- |
| Cricket Green             | Chris Houghton    | Guilherme Macedo   | Michel Di Fiori  |
| Tilly Green               | Marieve Herington | Maria Camões       | Ma Zink          |
| Bill Green                | Bob Joles         | Diogo Mesquita     | Dláigelles Riba  |
| Alice Green               | Artemis Pebdani   | Paula Fonseca      | Suzete Piloto    |
| Recorrentes e Secundários |                   |                    |                  |
| Remy                      | Zeno Robinson     | Alexandre Carvalho | Pedro Alcântara  |
| Glória                    | Anna Akana        | Carla Garcia       | Samira Fernandes |
| Policial Keys             | Andy Daly         | Luís Barros        | Marcelo Salsicha |

| Créditos da dublagem | Brasil                             |
| -------------------- | ---------------------------------- |
| Tradução             | Lia Mello                          |
| Direção de Dublagem  | Rodrigo Andreatto Tatiane Keplmair |
| Direção Musical      | Cidalia Castro                     |
| Diretor Criativo     | Ana Lucia Lima                     |
| Dublado nos Estúdios | TV Group Digital Brasil            |

## Produção
A 4 de março de 2016, o Disney XD confirmou a série com o título de Country Club. A série é criada pelos irmãos Houghton, Chris e Shane Houghton, que originalmente trabalharam no Harvey Beaks da Nickelodeon. Chris Houghton também trabalhou como artista de storyboard em Gravity Falls com Rob Renzetti. A série foi depois renomeada para Big City Greens a 21 de julho de 2017. A música de abertura foi escrita e tocada por The Mowgli's, e a 22 de julho de 2017, foi revelada um excerto da música no San Diego Comic-Con de 2017 e foi carregada no canal do Disney XD do YouTube no mesmo dia.
A 17 de maio de 2018, o Disney Channel renovou a série para uma segunda temporada antes da estreia da série.

## Episódios
| Temporada | Temporada | Episódios | Exibição original      | Exibição original   | Exibição em Portugal   | Exibição em Portugal  | Exibição no Brasil                                  | Exibição no Brasil  |
| Temporada | Temporada | Episódios | Estreia de temporada   | Final de temporada  | Estreia de temporada   | Final de temporada    | Estreia de temporada                                | Final de temporada  |
| --------- | --------- | --------- | ---------------------- | ------------------- | ---------------------- | --------------------- | --------------------------------------------------- | ------------------- |
|           | 1         | 30        | 18 de junho de 2018    | 9 de março de 2019  | 1 de julho de 2019     | 19 de março de 2020   | 28 de outubro de 2018                               | 24 de julho de 2019 |
|           | 2         | 30        | 16 de novembro de 2019 | 3 de abril de 2021  | 14 de setembro de 2020 | 15 de outubro de 2021 | 8 de dezembro de 2019                               | 16 de julho de 2021 |
|           | 3         | 30        | 9 de outubro de 2021   | 25 de março de 2023 | 27 de junho de 2022    | —                     | 20 de julho de 2022 (D+) 7 de novembro de 2022 (DC) | —                   |

## Lançamento
Quando anunciado, a série estava prevista para estrear em 2018 no Disney XD, no entanto, a 30 de março de 2018, foi anunciado que a série iria estrear no Disney Channel em meados de 2018. A 17 de maio de 2018, o The Hollywood Reporter anunciou que a série iria estrear no Disney Channel como parte do Disney Channel's GO! Summer a 18 de junho de 2018. A estreia da série foi disponibilizada para streaming por meio do aplicativo DisneyNow e do canal do Disney Channel no YouTube a partir de 8 de junho de 2018. As curtas do Big City Greens começaram a ser exibidos no Disney Channel e no canal do Disney Channel no YouTube a 16 de junho de 2018. A partir de 3 de setembro de 2018, começaram as repetições da série no Disney XD.

## Videojogo
Um jogo multiplayer intitulado "Big City Battle!", onde os jogadores competem uns contra os outros para ganhar um lugar como membro da família Green, foi lançado no aplicativo DisneyNOW, nos Estados Unidos.